# Нагрудный знак «Отличник культуры»
Нагрудный знак «Отличник культуры» - ведомственный нагрудный знак Министерства культуры и спорта Республики Казахстан.

## История
В целях упорядочивания многочисленных ведомственных наград 15 декабря 2011 года было принято Постановление Правительства Республики Казахстан за № 1539 «О ведомственных наградах некоторых государственных органов, входящих в структуру Правительства Республики Казахстан», которым, в том числе, был учреждён нагрудный знак «Отличник культуры». Постановлением Правительства Республики Казахстан от 10 декабря 2015 года № 992 в положение о нагрудном знаке были внесены изменения.

## Положение

### с 2011 по 2015 годы
Нагрудным знаком награждаются работники отрасли культуры, имеющие стаж работы в системе культуры 10 и более лет, внесшие особый вклад в развитие сферы культуры за многолетний труд и личный вклад в развитие культуры страны, за активное участие в совершенствовании отрасли культуры, за инновационную деятельность в области культуры.

### с 2015 года
Нагрудным знаком награждаются работники отрасли культуры, имеющие стаж работы в системе культуры не менее 15 лет, внесшие особый вклад в развитие сферы культуры, за многолетний труд и личный вклад в развитие культуры страны, активное участие в совершенствовании отрасли культуры, инновационную деятельность в области культуры.

## Описание
Нагрудный знак изготавливается из металла золотистого цвета в форме круга диаметром 34 мм.
Внутри круга расположены изображения солнца, шаңырака и национального орнамента, внизу надпись «МӘДЕНИЕТ САЛАСЫНЫҢ ҮЗДІГІ» золотистого цвета.
Знак при помощи ушка и кольца соединяется с прямоугольной колодкой шириной 34 мм и высотой 18 мм, обтянутой муаровой лентой голубого цвета.
Знак при помощи булавки с визорным замком крепится к одежде.